# Длиннорылые рыбы-бабочки
Длиннорылые рыбы-бабочки  (лат. Forcipiger) — род морских рыб из семейства щетинозубовых (Chaetodontidae). Распространёны во всём Индо-Тихоокеанском регионе.

## Виды
В состав рода включают три вида:
- Forcipiger flavissimus Jordan & McGregor, 1898 — Жёлтая длиннорылая рыба-бабочка
- Forcipiger longirostris (Broussonet, 1782) — Обыкновенная длиннорылая рыба-бабочка typus
- Forcipiger wanai G. R. Allen, Erdmann & Sbrocco, 2012[3]